# Gianbernardino Scotti
Gianbernardino Scotti (né à Magliano Sabina  dans le  Latium, alors dans les États pontificaux, en 1478 (?), et mort à Rome, le 11 décembre 1568) est un cardinal italien du XVIe siècle. Il est membre de l'ordre des  théatins et est probablement le premier à recevoir l'habit de cet ordre.

## Biographie
Scotti est un spécialiste dans le grec, l'hébreu, le chaldéen et dans le droit canonique. En 1525, il entre dans l'ordre des Théatins. Il est clerc à Sabina. Scotti est nommé archevêque de Trani et est créé cardinal par le pape Paul IV (cofondateur des théatins avec saint Gaëtan) au consistoire du 20 décembre 1555. Le cardinal Scoti est transféré à Plaisance en 1559.
Il est membre de la commission des cardinaux chargé avec la réforme du missel romain et du bréviaire romain. Il est membre de la Congrégation de l'Inquisition et chargé des affaires des Églises grecque et orientale.
Le cardinal Scotti participe  au conclave de 1559, à l'issue duquel Pie IV est élu, mais ne participe pas au conclave de 1565-1566 avec l'élection de saint Pie V.